# Modes d'audició
Un  mode d'audició  o  model d'audició  és un model que explica com es produeix el procés de percepció sonora, de com es dota de significació als sons.
Els principals models d'audició són:
- Modes d'audició de Schaeffer[1] - Pierre Schaeffer va establir quatre modalitats d'audició en funció de les relacions entre percepció sonora i atenció sonora: Sentir, escoltar, entendre, entendre, comprendre.

- Modes d'audició de Schachtel - Ernest Schachtel va establir dues maneres d'audició en funció d'on se centrava la mateixa audició: en el subjecte o en l'objecte: El mode d'audició autocèntric i el mode d'audició alocèntric.

- Modes d'audició de Smalley - Denis Smalley va descriure tres Modes de percepció sonora en funció del nivell d'atenció sonora, tenint en compte si l'audició se centrava en el subjecte o en l'objecte: El Mode d'audició indicatiu, el Mode d'audició reflexiu i el Mode d'audició interactiu.

## Nota
1. ↑  Pep Alsina, Frederic Sesé; Frederic Sesé. La Música i la seva evolució: història de la música amb propostes didàctiques i 49 audicions.  Grao, 1994, p. 68–. ISBN 978-84-7827-107-8 [Consulta: 10 febrer 2012].